# Béla Tarr
Béla Tarr (Pécs, Hungría, 21 de julio de 1955) es un renombrado director de cine, guionista y actor húngaro, que ha realizado una obra muy selecta. Empezó a colaborar con la directora Ágnes Hranitzky, su esposa desde 1978, en 1981, a partir de la película The Outsider.  Desde entonces, ha trabajado siempre con ella, dirigiendo juntos todas sus películas. Recibió el premio de la Cultura Francesa al mejor director extranjero del año en el Festival de Cannes de 2005. En 2011 ha entregado su testamento fílmico, según dice, con El caballo de Turín.

## Biografía
Béla Tarr nació en Pécs, pero creció en Budapest en una familia de clase trabajadora. Su madre lo llevó a un casting de la televisión nacional húngara (MTV-Magyar Televízió) a los diez años, y allí obtuvo el papel de hijo del protagonista en una pequeña adaptación de la novela corta de León Tolstói La muerte de Iván Ilich (1886). Aparte de un pequeño papel en la película Szörnyek évadja (1986) (Temporada de monstruos) de Miklós Jancsó, Tarr nunca más trabajó como actor. 
En realidad, Tarr había considerado la cinematografía como un pasatiempo, y declaraba al tiempo sus intenciones de ser filósofo. De cualquier manera, tras hacer una película en 8 mm, muy joven, sobre trabajadores gitanos, el gobierno húngaro no le permitió asistir a la universidad para estudiar filosofía, de modo que decidió consagrarse a la dirección de cine.
Desde 1978 estuvo casado con la directora cinematográfica Ágnes Hranitzky, con quien codirigió muchas de sus producciones.

## Carrera profesional

### Inicios
Tarr empezó a percatarse de su interés por la dirección cinematográfica con 16 años al realizar algunas películas de aficionados y, un poco más tarde, cuando trabajaba como conserje en la Casa de Cultura y Ocio nacional. La mayoría de sus primeros filmes fueron documentales, abordaban especialmente la vida de trabajadores y gente humilde o pobre de la Hungría urbana. Estos trabajos llamaron la atención de los Béla Balázs Studios (así llamados en honor al húngaro teórico del cine, Béla Balázs). 
Estos Estudios lo lanzaron en 1977 con su primer film, Családi tűzfészek (Nido familiar), cuando contaba con 22 años. Era en blanco y negro, como todo su cine. Tarr filmó la película en seis días, sin presupuesto, con actores no profesionales (participaron solo por amistad y sin cobrar nada) en localizaciones muy originales. La película era fiel a los llamados "documentalistas" de la Escuela de Budapest, un estilo muy en boga en el momento en los Estudios Béla Balázs, alineándose con la corriente del socialismo-realismo en las pantallas. Varios de sus críticos encontraron influencias de John Cassavetes en este documental-ficción, aunque Tarr negó haber visto ninguna película de Cassavetes antes de haber rodado Családi tűzfészek. (La película se distribuyó en 1979). 

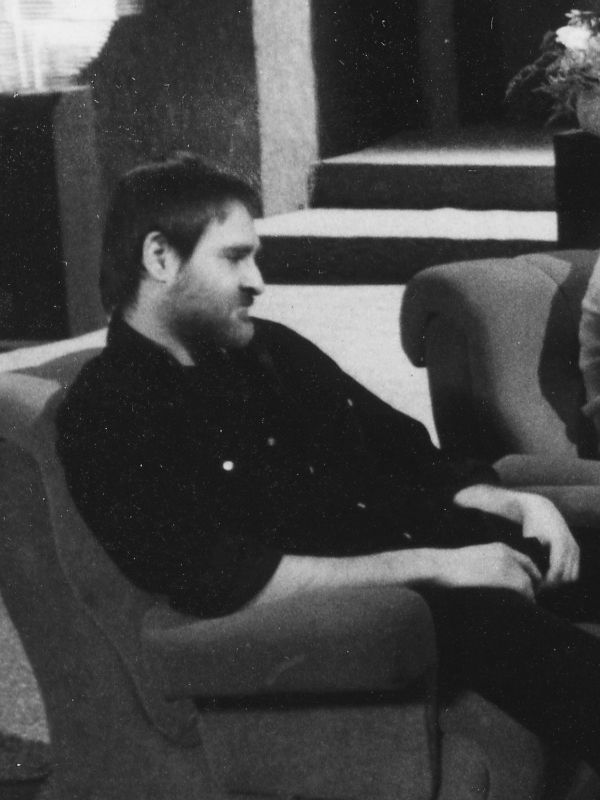
Béla Tarr en 1983.

Solo tras ese rodaje, Tarr comenzó a estudiar en la Escuela Húngara de Artes Teatrales y Cinematográficas. Su obra de 1980 es Szabadgyalog (El intruso), y el año siguiente, con Gente prefabricada (The Prefab People), continuó en la misma línea documental-ficción, introduciendo pequeños cambios de estilo. Este último film fue la primera obra donde usó actores profesionales en los papeles principales. 
Con una adaptación de Macbeth en 1982, rodada en vídeo, su trabajo comenzó a cambiar radicalmente; se dividía solo en dos actos, uno antes del título principal de solo cinco minutos, y un segundo de 57 minutos de duración. Siempre le gustaron las tragedias shakespeareanas y esta fue una versión condensada que respetaba el texto original.
La sensibilidad visual de Tarr no solo se dirigió hacia unos primeros planos cortantes, medios planos abstractos y planos generales muy largos, sino que además su punto de vista cambió desde un crudo realismo anterior hasta una mirada más metafísica, que algunos asocian con Andrei Tarkovsky. Por otro lado, Béla Tarr vio de joven bastantes películas de Jancsó, en el cine húngaro, y consideró a Rainer Werner Fassbinder como un director de interés. Con todo, él dice que no tiene fijaciones cinematográficas, y que una de sus grandes referencias es Brueghel, lo que se corresponde con el mundo de sus imágenes.

## La madurez
Tras hacer Őszi almanach (Almanaque de otoño), Tarr —que había escrito sus cuatro primeras obras en solitario— empezó a colaborar con el novelista húngaro László Krasznahorkai, que había sido traducido al alemán, y lo hizo en tres películas más.
Así su presencia en la película de diálogos literarios Kárhozat (La condena), de 1988, que comienza una etapa madura, analizando sueños individuales. El film gira en torno al amor y la traición, en torno a la soledad de un hombre enamorado y sus celos, siempre planteado como una espera, y por ende, está desarrollado con pausados movimientos. Se trata de las vivencias doloridas de Karrer, el obrero protagonista, y su refugio continuo en un bar, núcleo social de muchos de los filmes de Tarr. Es un microcosmos corrompido, y percibimos cómo miembros del triángulo amoroso se traicionan sucesivamente. El marido de ella es un miembro del hampa, ella misma no se atiene a lo que dice; además el dueño del café interfiere en esa relación, una anciana interviene como mediadora entre ellos y hay una denuncia a la policía (así que se acerca al cine negro, en cierto sentido). Pero el relato está construido mediante escenas aisladas las unas de las otras, y tienen gran concentración emocional. Es un film descontextualizado y metafórico, como suele hacer Tarr. 
Luego, tardó siete años Tarr en planificar cuidadosamente la siguiente película, Sátántangó. Era la versión cinematográfica de la novela de Krasznahorkai del mismo título, Satantango. Narraba, en siete horas, el fracaso de una granja colectiva (duraba exactamente 415 minutos), y solo pudo hacerla pública en 1994, en la nueva situación de Hungría. Para muchos, esta obra impresionante es una de sus piezas mayores.
En 1995, rodó Journey on the Plain de 35 minutos, tras la cual se mantuvo unos años «en silencio». A partir de ahora, Tarr tendrá acogida por parte de la crítica y los circuitos de festivales en general, e ingresa en todos los estudios serios sobre el cine actual.
En el año 2000, terminó de filmar una originalísima cinta, Werckmeister Harmóniák (Las armonías de Werckmeister), en circunstancias muy intensas y ahora con actores de prestigio como Hanna Schygulla. La película, esta vez una narración de tipo fantástico, en la que se ve involucrado un amplio grupo de seres humanos, se inicia con una larga e impresionante secuencia en una taberna, donde Eszter (Peter Fitz) reproduce lentamente el movimiento de la Tierra y la Luna, de los planetas del sistema solar y explica qué es un eclipse, haciendo girar sobre sí o en torno a aquel a los bebedores del lugar. Las armonías de Werckmeister promueve una terrible reflexión sobre las raíces de la violencia, siempre al acecho para destruir la ilusión de una vida social estable; lo hace a partir de la llegada de una enorme ballena a un pueblo, mientras otros vecinos persiguen nuevas armonías musicales. «Pero la película —explica el crítico Peter Hames— nos ofrece además la ilusoria búsqueda de la perfección de tono y escala perseguida por Eszter, la maravilla de la ballena (una cosa bella convertida en una monstruosidad circense) y la hermosura de la película misma»..
La mayoría de sus trabajos posteriores eran de unos 11 minutos. Tardaba meses rodar una sola toma. La cámara de Béla Tarr desciende en picados, planea y alza el vuelo de nuevo en una sola toma. Da vueltas alrededor de los personajes y se detiene durante minutos. Puede viajar, como en Sátántangó, acompañando a una manada de vacas alrededor de una aldea, o seguir las peregrinaciones nocturnas de un borracho obeso agorafóbico obligado a abandonar su casa porque se ha quedado sin alcohol. Es un film coral y suspendido en el tiempo. Susan Sontag defiende a Tarr como uno de los salvadores del cine moderno, y afirma que volvería a ver una vez cada año Sátántangó.
Tras Werckmeister, Tarr concluyó en 2007 A Londoni férfi (El hombre de Londres), que es una singular adaptación de la novela de George Simenon de los años treinta; dura 135 minutos, y tiene unas pocas escenas, muy minuciosas, rodadas en un blanco y negro sombrío e impresionante. Aunque se preveía su presentación en mayo en el Festival de Cannes de 2005, el rodaje se detuvo al suicidarse el productor Humbert Balsan el 10 de febrero de 2005, habiendo por ello problemas posteriores sobre la financiación. Fue presentada finalmente en el festival de Cannes de 2007 y estrenada en 2008. Otra vez construye el relato con tomas largas y planos secuencia, con movimientos de cámara parsimoniosos, que le permiten experimentar con el flujo del tiempo dentro de secuencias que se cierran sobre sí mismas, antes de dar otro salto y encerrarse en otra situación.

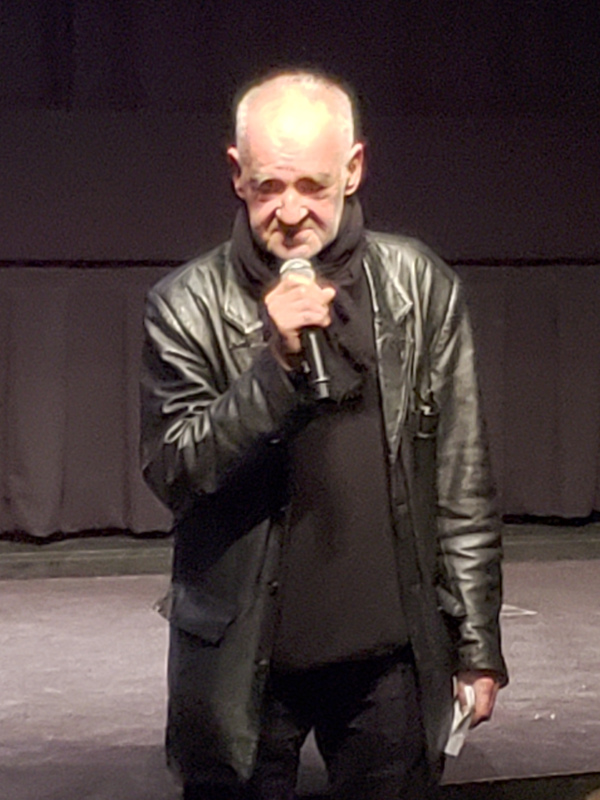
Tarr en 2018

Tarr estrenó, en 2011, A Torinói ló (El caballo de Turín), un film pausado y claustrofóbico (un caballo, un padre, su hija, aparecen encerrados en una casona, aislados del mundo por el temporal de frío) y afirma que será la última obra suya.

## Reconocimiento
Es el segundo cineasta húngaro en ser reconocido internacionalmente tras Miklós Jancsó, aunque haya sido muy tarde. En 2002, se le hizo un homenaje en el Festival de Tesalónica.
Durante muchos años, su trabajo no estuvo disponible en DVD (excepto en Japón). Los filmes más tempranos de Béla Tarr como Nido familiar, El intruso, y Gente prefabricada están disponibles en DVD en los Estados Unidos, por Facets. Pero desde 2006, Nido familiar, Las armonías de Werckmeister y La condena (las tres reunidas), así como El hombre de Londres están disponibles, subtituladas en español. A ellas acaba de añadirse El caballo de Turín.
El importante crítico y profesor francés Jacques Rancière, publicó un libro titulado Béla Tarr. Le temps d'après, en 2011, sobre el cineasta húngaro, que hace un recorrido amplio y detallado sobre su trayectoria (se ha traducido en España en 2013). 
El 7 de enero de 2011, Tarr se unió al Consejo de Directores de la recientemente formada ONG en defensa de los derechos humanos Cine Foundation International.

## Influencia
Gus Van Sant a menudo cita a Tarr como una de sus mayores influencias en sus últimos trabajos, desde Gerry, cuando Van Sant empezó a usar tomas muy largas e ininterrumpidas. 
También, Tarr, y, en particular Sátántangó, han sido una influencia fundamental en un movimiento fílmico remodernista («remodernist film movement»).

## Filmografía

### Largometrajes
- Családi tűzfészek / Nido familiar (1977)
- Szabadgyalog / El intruso (1981)
- Panelkapcsolat / Gente prefabricada (1982)
- Őszi almanach / Almanaque de otoño (1985)
- Kárhozat / La condena (1988)
- Sátántangó / Satantango (1994)
- Werckmeister Harmóniák / Las armonías de Werckmeister (2000)
- A Londoni férfi / El hombre de Londres (2007)
- A Torinói ló / El caballo de Turín (2011)

### Filmes para televisión
- Macbeth (1982)

### Cortos
- Hotel Magnezit (1978)
- Utazás az alföldön / Viaje por la Llanura (1995)
- Visions of Europe(film) Visiones de Europa (2004)
  - segment: Prologue

### Documentales
- City Life (1990)
  - segment: Az utolsó hajó / El último bote